# Cryptocarya riedeliana
Cryptocarya riedeliana är en lagerväxtart som beskrevs av P.L.R.Moraes. Cryptocarya riedeliana ingår i släktet Cryptocarya och familjen lagerväxter. Inga underarter finns listade i Catalogue of Life.